# Tony DiCicco
Anthony D. DiCicco Jr., detto Tony (Wethersfield, 5 agosto 1948 – Wethersfield, 19 giugno 2017) è stato un allenatore di calcio e calciatore statunitense, di ruolo portiere.

## Biografia
Nato a Wethersfield, nel Connecticut, aveva quattro figli con la moglie Diane: Anthony, Andrew, Alex e Nicholas. È morto di cancro il 19 giugno 2017, a 68 anni, nella sua casa, sempre a Wethersfield.

## Carriera

### Giocatore
Comincia a giocare a calcio alle scuole medie, proseguendo poi nell'high school e allo Springfield College, di Springfield, in Massachusetts, che frequenta dal 1966 al 1970. Si laurea in Educazione fisica e dal 1971 al 1975 gioca come portiere nell'American Soccer League, prima ai Connecticut Wildcats e poi ai Rhode Island Oceaneers.

### Allenatore
Inizia la carriera da allenatore nel 1991, facendo da preparatore dei portieri della Nazionale femminile statunitense nella prima edizione del mondiale femminile, in Cina, vinto dalle americane allenate da Anson Dorrance in finale sulla Norvegia. Svolge lo stesso ruolo con la Nazionale Under-20 maschile al Mondiale 1993 in Australia, dove la nazionale a stelle e strisce viene sconfitta ai quarti dal Brasile poi vincitore del torneo.
Il 22 agosto 1994 viene nominato CT della nazionale femminile degli USA, in sostituzione di Anson Dorrance. In 5 anni alla guida della nazionale ottiene un terzo posto al Mondiale 1995 in Svezia, dove le statunitensi vengono sconfitte in semifinale dalla Norvegia, e due successi: l'oro olimpico ad Atlanta 1996, grazie alla vittoria per 2-1 in finale sulla Cina e la vittoria del Mondiale 1999, giocato in casa, in finale ai rigori ancora una volta sulla Cina.
Dal 2000 al 2003 è commissioner della Women's United Soccer Association. Nel 2007 allena per la prima volta, un club, il SoccerPlus Connecticut, partecipante alla Women's Premier Soccer League, rimanendovi fino al 2008, anno nel quale guida la nazionale femminile Under-20 alla vittoria del mondiale di categoria in Cile, allenando, tra le altre, Alex Morgan. L'ultima esperienza in carriera la vive tra 2009 e 2011, quando è head coach dei Boston Breakers in Women's Professional Soccer. Nel 2012 viene inserito nella National Soccer Hall of Fame.

## Palmarès

### Allenatore

#### Nazionale
- Oro olimpico: 1

Atlanta 1996
- Campionato mondiale femminile di calcio: 1

Stati Uniti d'America 1999
- Campionato mondiale femminile Under 20 di calcio: 1

Cile 2008

### Individuale
- Inserito nella National Soccer Hall of Fame nel 2012